# Вероникин двоструки живот
Вероникин двоструки живот (фр. La double vie de Véronique, пољ. Podwójne życie Weroniki) је филм из 1991. у режији Кшиштофа Кјешловског са Иреном Јакоб у главној улози. Сценарио су написали Кјешловски и Кшиштоф Писевиц.
Филм истражује теме идентитета, љубави и људске интуиције кроз ликове Веронике, хорског сопрана из Пољске, и њене двојнице Веронике, француске професорке музике. Две жене се не познају, а ипак деле мистериозну и емотивну везу која превазилази језик и географију.
Вероникин двоструки живот био је први филм Кјешловског који је делимично продуциран ван Пољске.
Вероникин двоструки живот је освојио награду екуменског жирија и награду ФИПРЕСЦИ на Филмском фестивалу у Кану 1991. и награду за најбољу глумицу за Јакоб. Филм је  изабран је као пољски кандидат за најбољи филм на страном језику на 64. додели Оскара, али није номинован у ужем кругу избора за награду.

## Прича
Филм приказује живот две жене: Веронике из Пољске и Веронике из Француске, које игра иста глумица. Њих две су физички потпуно идентичне, деле начин понашања, осећања, таленте и болест срца. Осим једног тренутка, заробљеног и на фотографији, никада се не срећу. Међутим, и поред тога, стално их море осећања да нису саме на свету, већ да постоји неко други ко је са њима вечно повезан. То осећање и невидљива веза посебно долази до изражаја онда када Вероници, на врхунцу солистичке каријере срце откаже услед слабости. Вероника то осећа, и одлучује да прекине своју певачку каријеру, да би избегла сличну судбину коју предосећа, иако не разуме како или зашто.

## Продукција

### Стил
Филм има снажан метафизички елемент, иако натприродни аспект приче никада није објашњен. Као и у каснијам филму Три боје: Плава, приказана је Прајзнерову музичка партитура као главни елемент заплета.
Филмска слика је веома стилизована, користи филтере боја и камере за стварање етеричне атмосфере. Кјешловски је раније користио идеју истраживања различитих животних путева за исту особу, у свом пољском филму Слепа шанса, а централни избор са којим се суочава Вероника/Вероник заснива се на кратком подзаплету у деветој епизоди Декалога.

### Локације
Филм је сниман на локацијама укључујући Клермон Феран, Краков и Париз.

### Алтернативни крај
ДВД издање компаније Criterion Collection регион 1 објављено је новембра 2006. у САД и Канади и кључује алтернативни крај филма, који је Кјешловски изменио у монтажи на захтев Харвија Вајнстина за америчко издање. Кјешловски је додао четири кратка кадра на крај филма који приказује Вероникиног оца како излази из куће, а Вероника трчи преко дворишта да га загрли. Коначна слика оца и ћерке у загрљају снимљена је из унутрашњости куће, кроз прозор.

## Музика
Музику за филм је написао Збигњев Прајзнер. У филму је његова музика описана као „дело Ван ден Буденмајера“, измишљеног холандског композитор из 18. века, што је део приче филма. Музика „аутора“ холандског композитора игра улогу у још два филма Кјешловског: Декалог (1988) и Три боје: Плава (1993). Његов сопран у е-молу је представљен у сцени Вероникиног последњег извођења.

## Луткарство
Сцену са луткама у филму извео је амерички луткар и вајар Брус Шварц. За разлику од већине луткара који обично крију руке у рукавицама или користе конце или штапове, Шварц показује руке док наступа.

## Пријем

### Критика
Филм је добио углавном позитивне критике. У својој рецензији Џени Џедини је написала: „На много начина, Вероникин двоструки живот је мало чудо од филма.
У својој рецензији у Вашингтон Посту, Хал Хинсон је назвао филм „очаравајућим поетским делом компонованим у језивом молу“. Напомињући да је ефекат на гледаоца суптилан, али веома стваран, Хинсон је закључио: „Филм нас у потпуности води у свој свет, и на тај начин оставља утисак да је наш свет, када се вратимо у њега, далеко богатији и значајнији него што смо замишљали." Хинсон је био посебно импресиониран глумом главне глумице.
У рецензији за Њујорк Тајмс , Карин Џејмс је написала: „ Вероника је поетична у правом смислу, ослања се на слике које се не могу претворити у прозаичне изјаве, а да не изгубе нешто од своје суштине. Филм сугерише мистериозне везе личности и емоција, али никада није требало да донесе било какву уредну, сажету идеју о животима две жене.“
Роџер Иберт је написао: „Филм има хипнотички ефекат. Увучени смо у лик, а не држани на дохват руке са заплетом." Он је издвојио иновативну употребу боје и рад директора фотографије.
Године 2009. Иберт је додао Вероников двоструки живот на своју листу сјајних филмова. На листи су и Декалог и Трилогија Три боје.
Дејвид Паркинсон га је назвао „филмом велике крхкости и лепоте, са деликатношћу луткарског позоришта“. Сматрао је да је филм „божански фотографисан“ и похвалио је извођење Ирене Џејкоб као „једноставно узвишено и потпуно заслужило награду за најбољу глумицу у Кану“. Паркинсон је доживеоо филм као „убедљив, изазован и неодољиво леп” и „метафизичко ремек-дело”.
На веб странициAll Movie, филм је добио оцену 4 звездице (од 5). На About.com, који је специјализован за рецензије ДВД-а, филм је добио 5 звездица (од 5) у критичкој рецензији. На Би-Би-Сију, филм је добио 3 звездице (од 5). Питер Бредшо из Гардијана дао је филму пет од пет зведица. На порталу Rotten Tomatoes, филм је добио 83% просечну позитивну оцену критичара, на основу 30 рецензија.

## Зарада
Вероникин двостурки живот је био 50. филм са највећом зарадом године са укупно 592.241 купљених улазница у Француској. У Северној Америци филм је премијерно приказан у једној сали, са зарадом од 8.572 долара првог викенда. Филм је укупно зарадио 1.999.955 долара на благајнама Северне Америке. Био је приказан у укупно 22 биоскопа, што је респектабилан резултат за страни уметнички филм.

## Награде и номинације
- 1991. Освојена награда Екуменског жирија филмског фестивала у Кану (Кшиштоф Кјешловски)
- Награда ФИПРЕСЦИ Филмског фестивала у Кану (Кшиштоф Кјешловск ) 1991.
- Награда Канског филмског фестивала за најбољу глумицу (Ирена Јакоб) 1991
- Номинација за Златну палму 1991. на Канском филмском фестивалу (Кшиштоф Кјешловски)
- Награда филмских критичара Лос Анђелеса за најбољу музику (Збигњев Прајзнер) 1991.
- 1991. Награда публике на Међународном филмском фестивалу у Варшави (Кшиштоф Кјешловски)
- 1991. Награда Француског синдиката филмских критичара за најбољи страни филм[17]
- 1992. Номинација за награду Цезар за најбољу глумицу (Ирена Јакоб)
- Номинација за награду Цезар 1992. за најбољу музику написану за филм (Збигњев Прајзнер)
- 1992. Номинација за Златни глобус за најбољи филм на страном језику
- 1992. Номинација за награду Guldbagge за најбољи страни филм[18]
- 1992. Номинација за награду Спирит за најбољи страни филм
- 1992. Награда Националног друштва филмских критичара освојена за најбољи филм на страном језику[19]